# 莫斯科夫斯基农村居民点
莫斯科夫斯基农村居民点（俄语：Московское сельское поселение）是俄罗斯联邦布良斯克州波切普区所属的一个农村居民点。其下辖有11个居民点，行政中心为莫斯科夫斯基。据2015年统计，该农村居民点的人口为1321人。